# Équipe d'Angleterre de football au Championnat d'Europe 2020
Cet article relate le parcours de l’équipe d'Angleterre de football lors du Championnat d'Europe 2020 organisé dans 11 grandes villes d'Europe du 11 juin au 11 juillet 2021.

## Qualifications
| Rang | Équipe       | Pts | J | G | N | P | Bp | Bc | Diff |  | Résultats (▼ dom., ► ext.) |     |     |     |     |     |
| ---- | ------------ | --- | - | - | - | - | -- | -- | ---- |  | -------------------------- | --- | --- | --- | --- | --- |
| 1    | Angleterre   | 21  | 8 | 7 | 0 | 1 | 37 | 6  | +31  |  | Angleterre                 |     | 5-0 | 5-3 | 4-0 | 7-0 |
| 2    | Tchéquie     | 15  | 8 | 5 | 0 | 3 | 13 | 11 | +2   |  | Tchéquie                   | 2-1 |     | 2-1 | 2-1 | 3-0 |
| 3    | Kosovo (B)   | 11  | 8 | 3 | 2 | 3 | 13 | 16 | -3   |  | Kosovo (B)                 | 0-4 | 2-1 |     | 1-1 | 2-0 |
| 4    | Bulgarie (B) | 6   | 8 | 1 | 3 | 4 | 6  | 17 | -11  |  | Bulgarie (B)               | 0-6 | 1-0 | 2-3 |     | 1-1 |
| 5    | Monténégro   | 3   | 8 | 0 | 3 | 5 | 3  | 22 | -19  |  | Monténégro                 | 1-5 | 0-3 | 1-1 | 0-0 |     |

- Sélection directement qualifiée pour l'Euro 2020

## Préparation
Détail des matchs amicaux
| Match amical      | Angleterre | 1 – 0   | Autriche |                                                                                  |                                                                                  |
| 2 juin 2021 21h00 | Saka 57e   | (0 - 0) |          | Riverside Stadium, Middlesbrough Spectateurs : 7 000 Arbitrage : Lawrence Visser | Riverside Stadium, Middlesbrough Spectateurs : 7 000 Arbitrage : Lawrence Visser |

| Match amical      | Angleterre          | 1 – 0   | Roumanie |                                                                                |                                                                                |
| 6 juin 2021 18h00 | Rashford 68e (pen.) | (0 - 0) |          | Riverside Stadium, Middlesbrough Spectateurs : 7 000 Arbitrage : Tiago Martins | Riverside Stadium, Middlesbrough Spectateurs : 7 000 Arbitrage : Tiago Martins |

## Phase finale

### Effectif
Une sélection de 26 joueurs est dévoilée par le sélectionneur Gareth Southgate le 1er juin 2021.
NB : Les âges et les sélections sont calculés au début de l'Euro 2020, le 11 juin 2021.

### Premier tour
| v · m | Équipe     | Pts | J | G | N | P | Bp | Bc | Diff |
| ----- | ---------- | --- | - | - | - | - | -- | -- | ---- |
| 1     | Angleterre | 7   | 3 | 2 | 1 | 0 | 2  | 0  | +2   |
| 2     | Croatie    | 4   | 3 | 1 | 1 | 1 | 4  | 3  | +1   |
| 3     | Tchéquie   | 4   | 3 | 1 | 1 | 1 | 3  | 2  | +1   |
| 4     | Écosse     | 1   | 3 | 0 | 1 | 2 | 1  | 5  | -4   |

#### Angleterre - Croatie
| Match 5                    | Angleterre               | 1 - 0   | Croatie | Stade de Wembley, Londres                                                           |                                                                                     |
| 13 juin 2021 15h00 (14h00) | ( Phillips) Sterling 57e | (0 - 0) |         | Spectateurs : 18 497 Arbitrage : Daniele Orsato Arbitre vidéo : Massimiliano Irrati | Spectateurs : 18 497 Arbitrage : Daniele Orsato Arbitre vidéo : Massimiliano Irrati |
| 13 juin 2021 15h00 (14h00) | Rapport                  |         |         | Spectateurs : 18 497 Arbitrage : Daniele Orsato Arbitre vidéo : Massimiliano Irrati | Spectateurs : 18 497 Arbitrage : Daniele Orsato Arbitre vidéo : Massimiliano Irrati |

| Angleterre | Croatie |

| ANGLETERRE :     |    |                       |     |       |
|                  |    |                       |     |       |
| Gardien de but   | 1  | Jordan Pickford       |     |       |
|                  | 2  | Kyle Walker           |     |       |
|                  | 5  | John Stones           |     |       |
|                  | 15 | Tyrone Mings          |     |       |
|                  | 12 | Kieran Trippier       |     |       |
|                  | 14 | Kalvin Phillips       |     |       |
|                  | 4  | Declan Rice           |     |       |
|                  | 10 | Raheem Sterling       |     | 90+2e |
|                  | 19 | Mason Mount           |     |       |
|                  | 20 | Phil Foden            | 64e | 71e   |
|                  | 9  | Harry Kane            |     | 82e   |
| Remplaçants :    |    |                       |     |       |
|                  | 11 | Marcus Rashford       |     | 71e   |
|                  | 26 | Jude Bellingham       |     | 82e   |
|                  | 18 | Dominic Calvert-Lewin |     | 90+2e |
| Sélectionneur :  |    |                       |     |       |
| Gareth Southgate |    |                       |     |       |

| CROATIE:        |    |                   |     |     |
|                 |    |                   |     |     |
| Gardien de but  | 1  | Dominik Livaković |     |     |
|                 | 2  | Šime Vrsaljko     |     |     |
|                 | 21 | Domagoj Vida      |     |     |
|                 | 5  | Duje Ćaleta-Car   | 42e |     |
|                 | 24 | Joško Gvardiol    |     |     |
|                 | 11 | Marcelo Brozović  | 66e | 70e |
|                 | 10 | Luka Modrić       |     |     |
|                 | 8  | Mateo Kovačić     | 48e | 85e |
|                 | 9  | Andrej Kramarić   |     | 70e |
|                 | 4  | Ivan Perišić      |     |     |
|                 | 17 | Ante Rebić        |     | 78e |
| Remplaçants :   |    |                   |     |     |
|                 | 13 | Nikola Vlašić     |     | 70e |
|                 | 7  | Josip Brekalo     |     | 70e |
|                 | 20 | Bruno Petković    |     | 78e |
|                 | 15 | Mario Pašalić     |     | 85e |
| Sélectionneur : |    |                   |     |     |
| Zlatko Dalić    |    |                   |     |     |

| Assistants : Alessandro Giallatini Fabiano Preti Quatrième arbitre : Björn Kuipers Homme du match : Raheem Sterling |

#### Angleterre - Écosse
| Match 21                   | Angleterre | 0 - 0   | Écosse | Stade de Wembley, Londres                                                                          | |
| 18 juin 2021 21h00 (20h00) |            | (0 - 0) |        | Spectateurs : 20 306 Arbitrage : Antonio Mateu Lahoz Arbitre vidéo : Alejandro Hernández Hernández | Spectateurs : 20 306 Arbitrage : Antonio Mateu Lahoz Arbitre vidéo : Alejandro Hernández Hernández |
| 18 juin 2021 21h00 (20h00) | Rapport    |         |        | Spectateurs : 20 306 Arbitrage : Antonio Mateu Lahoz Arbitre vidéo : Alejandro Hernández Hernández | Spectateurs : 20 306 Arbitrage : Antonio Mateu Lahoz Arbitre vidéo : Alejandro Hernández Hernández |

| Angleterre | Écosse |

| ANGLETERRE :     |    |                 |     |
|                  |    |                 |     |
| Gardien de but   | 1  | Jordan Pickford |     |
|                  | 3  | Luke Shaw       |     |
|                  | 15 | Tyrone Mings    |     |
|                  | 5  | John Stones     |     |
|                  | 24 | Reece James     |     |
|                  | 14 | Kalvin Phillips |     |
|                  | 4  | Declan Rice     |     |
|                  | 10 | Raheem Sterling |     |
|                  | 19 | Mason Mount     |     |
|                  | 20 | Phil Foden      | 63e |
|                  | 9  | Harry Kane      | 74e |
| Remplaçants :    |    |                 |     |
|                  | 7  | Jack Grealish   | 63e |
|                  | 11 | Marcus Rashford | 74e |
| Sélectionneur :  |    |                 |     |
| Gareth Southgate |    |                 |     |

| ÉCOSSE :        |    |                   |     |     |
|                 |    |                   |     |     |
| Gardien de but  | 1  | David Marshall    |     |     |
|                 | 6  | Kieran Tierney    |     |     |
|                 | 5  | Grant Hanley      |     |     |
|                 | 4  | Scott McTominay   |     |     |
|                 | 23 | Billy Gilmour     |     | 76e |
|                 | 3  | Andrew Robertson  |     |     |
|                 | 8  | Callum McGregor   |     |     |
|                 | 7  | John McGinn       | 16e |     |
|                 | 2  | Stephen O'Donnell | 87e |     |
|                 | 10 | Che Adams         |     | 86e |
|                 | 9  | Lyndon Dykes      |     |     |
| Remplaçants :   |    |                   |     |     |
|                 | 17 | Stuart Armstrong  |     | 76e |
|                 | 19 | Kevin Nisbet      |     | 86e |
| Sélectionneur : |    |                   |     |     |
| Steve Clarke    |    |                   |     |     |

| Assistants : Pau Cebrián Devís Roberto Díaz Pérez del Palomar Quatrième arbitre : Cüneyt Çakır Homme du match : Billy Gilmour |

#### Tchéquie - Angleterre
| Match 31                   | Tchéquie | 0 - 1   | Angleterre               | Stade de Wembley, Londres                                                        |                                                                                  |
| 22 juin 2021 21h00 (20h00) |          | (0 - 1) | 12e Sterling (Grealish ) | Spectateurs : 19 104 Arbitrage : Artur Soares Dias Arbitre vidéo : João Pinheiro | Spectateurs : 19 104 Arbitrage : Artur Soares Dias Arbitre vidéo : João Pinheiro |
| 22 juin 2021 21h00 (20h00) | Rapport  |         |                          | Spectateurs : 19 104 Arbitrage : Artur Soares Dias Arbitre vidéo : João Pinheiro | Spectateurs : 19 104 Arbitrage : Artur Soares Dias Arbitre vidéo : João Pinheiro |

| Tchéquie | Angleterre |

| TCHÉQUIE :       |    |                 |     |     |
|                  |    |                 |     |     |
| Gardien de but   | 1  | Tomáš Vaclík    |     |     |
|                  | 18 | Jan Bořil       | 61e |     |
|                  | 6  | Tomáš Kalas     |     |     |
|                  | 3  | Ondřej Čelůstka |     |     |
|                  | 5  | Vladimír Coufal |     |     |
|                  | 15 | Tomáš Souček    |     |     |
|                  | 9  | Tomáš Holeš     |     | 84e |
|                  | 14 | Jakub Jankto    |     | 46e |
|                  | 8  | Vladimír Darida |     | 64e |
|                  | 12 | Lukáš Masopust  |     | 64e |
|                  | 10 | Patrik Schick   |     | 75e |
| Remplaçants :    |    |                 |     |     |
|                  | 13 | Petr Ševčík     |     | 46e |
|                  | 21 | Alex Král       |     | 64e |
|                  | 19 | Adam Hložek     |     | 64e |
|                  | 24 | Tomáš Pekhart   |     | 75e |
|                  | 20 | Matěj Vydra     |     | 84e |
| Sélectionneur :  |    |                 |     |     |
| Jaroslav Šilhavý |    |                 |     |     |

| ANGLETERRE :     |    |                  |     |
|                  |    |                  |     |
| Gardien de but   | 1  | Jordan Pickford  |     |
|                  | 3  | Luke Shaw        |     |
|                  | 6  | Harry Maguire    |     |
|                  | 5  | John Stones      | 79e |
|                  | 2  | Kyle Walker      |     |
|                  | 4  | Declan Rice      | 46e |
|                  | 14 | Kalvin Phillips  |     |
|                  | 10 | Raheem Sterling  | 67e |
|                  | 7  | Jack Grealish    | 68e |
|                  | 25 | Bukayo Saka      | 84e |
|                  | 9  | Harry Kane       |     |
| Remplaçants :    |    |                  |     |
|                  | 8  | Jordan Henderson | 46e |
|                  | 11 | Marcus Rashford  | 67e |
|                  | 26 | Jude Bellingham  | 68e |
|                  | 15 | Tyrone Mings     | 79e |
|                  | 17 | Jadon Sancho     | 84e |
| Sélectionneur :  |    |                  |     |
| Gareth Southgate |    |                  |     |

| Assistants : Rui Tavares Paulo Soares Quatrième arbitre : Srđan Jovanović Homme du match : Bukayo Saka |

### Huitième de finale

#### Angleterre - Allemagne
| Match 43           | Angleterre                                  | 2 - 0   | Allemagne | Stade de Wembley, Londres                                                           |                                                                                     |
| 29 juin 2021 18h00 | ( Shaw) Sterling 75e · ( Grealish) Kane 86e | (0 - 0) |           | Spectateurs : 41 973 Arbitrage : Danny Makkelie Arbitre vidéo : Pol van Boekel (en) | Spectateurs : 41 973 Arbitrage : Danny Makkelie Arbitre vidéo : Pol van Boekel (en) |
| 29 juin 2021 18h00 | Rapport                                     |         |           | Spectateurs : 41 973 Arbitrage : Danny Makkelie Arbitre vidéo : Pol van Boekel (en) | Spectateurs : 41 973 Arbitrage : Danny Makkelie Arbitre vidéo : Pol van Boekel (en) |

| Angleterre | Allemagne |

| ANGLETERRE :     |    |                  |     |     |
|                  |    |                  |     |     |
| Gardien de but   | 1  | Jordan Pickford  |     |     |
|                  | 5  | John Stones      |     |     |
|                  | 6  | Harry Maguire    | 77e |     |
|                  | 2  | Kyle Walker      |     |     |
|                  | 3  | Luke Shaw        |     |     |
|                  | 4  | Declan Rice      | 8e  | 87e |
|                  | 14 | Kalvin Phillips  | 45e |     |
|                  | 12 | Kieran Trippier  |     |     |
|                  | 10 | Raheem Sterling  |     |     |
|                  | 9  | Harry Kane       |     |     |
|                  | 25 | Bukayo Saka      |     | 69e |
| Remplaçants :    |    |                  |     |     |
|                  | 7  | Jack Grealish    |     | 69e |
|                  | 8  | Jordan Henderson |     | 87e |
| Sélectionneur :  |    |                  |     |     |
| Gareth Southgate |    |                  |     |     |

| ALLEMAGNE :     |    |                 |     |       |
|                 |    |                 |     |       |
| Gardien de but  | 1  | Manuel Neuer    |     |       |
|                 | 2  | Antonio Rüdiger |     |       |
|                 | 5  | Mats Hummels    |     |       |
|                 | 4  | Matthias Ginter | 25e | 87e   |
|                 | 20 | Robin Gosens    | 72e | 87e   |
|                 | 8  | Toni Kroos      |     |       |
|                 | 18 | Leon Goretzka   |     |       |
|                 | 6  | Joshua Kimmich  |     |       |
|                 | 25 | Thomas Müller   |     | 90+2e |
|                 | 7  | Kai Havertz     |     |       |
|                 | 11 | Timo Werner     |     | 69e   |
| Remplaçants :   |    |                 |     |       |
|                 | 10 | Serge Gnabry    |     | 69e   |
|                 | 23 | Emre Can        |     | 87e   |
|                 | 19 | Leroy Sané      |     | 87e   |
|                 | 14 | Jamal Musiala   |     | 90+2e |
| Sélectionneur : |    |                 |     |       |
| Joachim Löw     |    |                 |     |       |

| Assistants : Hessel Steegstra Jan de Vries Quatrième arbitre : Srđan Jovanović Homme du match : Harry Maguire |

### Quart de finale

#### Ukraine - Angleterre
| Match 48                  | Ukraine | 0 - 4   | Angleterre                                                                            | Stadio Olimpico, Rome                                                         |                                                                               |
| 3 juillet 2021 21h00 CEST |         | (0 - 1) | 4e Kane (Sterling ) · 46e Maguire (Shaw ) · 50e Kane (Shaw ) · 63e Henderson (Mount ) | Spectateurs : 11 880 Arbitrage : Felix Brych Arbitre vidéo : Marco Fritz (en) | Spectateurs : 11 880 Arbitrage : Felix Brych Arbitre vidéo : Marco Fritz (en) |
| 3 juillet 2021 21h00 CEST | Rapport |         |                                                                                       | Spectateurs : 11 880 Arbitrage : Felix Brych Arbitre vidéo : Marco Fritz (en) | Spectateurs : 11 880 Arbitrage : Felix Brych Arbitre vidéo : Marco Fritz (en) |

| Ukraine | Angleterre |

| UKRAINE :         |    |                     |  |     |
|                   |    |                     |  |     |
| Gardien de but    | 1  | Heorhi Bouchtchan   |  |     |
|                   | 22 | Mykola Matvienko    |  |     |
|                   | 4  | Serhi Kryvtsov      |  | 35e |
|                   | 13 | Illia Zabarny       |  |     |
|                   | 16 | Vitali Mykolenko    |  |     |
|                   | 17 | Olexandr Zintchenko |  |     |
|                   | 5  | Serhi Sydortchouk   |  | 64e |
|                   | 21 | Olexandr Karavaïev  |  |     |
|                   | 10 | Mykola Chaparenko   |  |     |
|                   | 7  | Andri Iarmolenko    |  |     |
|                   | 9  | Roman Iaremtchouk   |  |     |
| Remplaçants :     |    |                     |  |     |
|                   | 15 | Viktor Tsyhankov    |  | 35e |
|                   | 14 | Ievhen Makarenko    |  | 64e |
| Sélectionneur :   |    |                     |  |     |
| Andri Chevtchenko |    |                     |  |     |

| ANGLETERRE :     |    |                       |  |     |
|                  |    |                       |  |     |
| Gardien de but   | 1  | Jordan Pickford       |  |     |
|                  | 3  | Luke Shaw             |  | 65e |
|                  | 6  | Harry Maguire         |  |     |
|                  | 5  | John Stones           |  |     |
|                  | 2  | Kyle Walker           |  |     |
|                  | 14 | Kalvin Phillips       |  | 65e |
|                  | 4  | Declan Rice           |  | 57e |
|                  | 10 | Raheem Sterling       |  | 65e |
|                  | 19 | Mason Mount           |  |     |
|                  | 17 | Jadon Sancho          |  |     |
|                  | 9  | Harry Kane            |  | 73e |
| Remplaçants :    |    |                       |  |     |
|                  | 8  | Jordan Henderson      |  | 57e |
|                  | 12 | Kieran Trippier       |  | 65e |
|                  | 11 | Marcus Rashford       |  | 65e |
|                  | 26 | Jude Bellingham       |  | 65e |
|                  | 18 | Dominic Calvert-Lewin |  | 73e |
| Sélectionneur :  |    |                       |  |     |
| Gareth Southgate |    |                       |  |     |

| Assistants : Mark Borsch Stefan Lupp Quatrième arbitre : Carlos del Cerro Grande Homme du match : Harry Kane |

### Demi-finale

#### Angleterre - Danemark
| Match 50                  | Angleterre                 | 2 - 1 a. p.           | Danemark      | Stade de Wembley, Londres                                                      |                                                                                |
| 7 juillet 2021 21h00 CEST | Kjær 39e (csc) · Kane 104e | (1 - 1, 1 - 1, 2 - 1) | 30e Damsgaard | Spectateurs : 64 950 Arbitrage : Danny Makkelie Arbitre vidéo : Pol van Boekel | Spectateurs : 64 950 Arbitrage : Danny Makkelie Arbitre vidéo : Pol van Boekel |
| 7 juillet 2021 21h00 CEST | Rapport                    |                       |               | Spectateurs : 64 950 Arbitrage : Danny Makkelie Arbitre vidéo : Pol van Boekel | Spectateurs : 64 950 Arbitrage : Danny Makkelie Arbitre vidéo : Pol van Boekel |

| Angleterre | Danemark |

| ANGLETERRE :     |    |                  |     |      |      |
|                  |    |                  |     |      |      |
| Gardien de but   | 1  | Jordan Pickford  |     |      |      |
|                  | 3  | Luke Shaw        |     |      |      |
|                  | 6  | Harry Maguire    | 49e |      |      |
|                  | 5  | John Stones      |     |      |      |
|                  | 2  | Kyle Walker      |     |      |      |
|                  | 4  | Declan Rice      |     | 95e  |      |
|                  | 14 | Kalvin Phillips  |     |      |      |
|                  | 10 | Raheem Sterling  |     |      |      |
|                  | 19 | Mason Mount      |     | 95e  |      |
|                  | 25 | Bukayo Saka      |     | 69e  |      |
|                  | 9  | Harry Kane       |     |      |      |
| Remplaçants :    |    |                  |     |      |      |
|                  | 7  | Jack Grealish    |     | 69e  | 105e |
|                  | 8  | Jordan Henderson |     | 95e  |      |
|                  | 20 | Phil Foden       |     | 95e  |      |
|                  | 12 | Kieran Trippier  |     | 105e |      |
| Sélectionneur :  |    |                  |     |      |      |
| Gareth Southgate |    |                  |     |      |      |

| DANEMARK :      |    |                       |     |      |
|                 |    |                       |     |      |
| Gardien de but  | 1  | Kasper Schmeichel     |     |      |
|                 | 3  | Jannik Vestergaard    |     | 105e |
|                 | 4  | Simon Kjær            |     |      |
|                 | 6  | Andreas Christensen   |     | 79e  |
|                 | 5  | Joakim Mæhle          |     |      |
|                 | 8  | Thomas Delaney        |     | 88e  |
|                 | 23 | Pierre-Emile Højbjerg |     |      |
|                 | 17 | Jens Stryger Larsen   |     | 67e  |
|                 | 14 | Mikkel Damsgaard      |     | 67e  |
|                 | 12 | Kasper Dolberg        |     | 67e  |
|                 | 9  | Martin Braithwaite    |     |      |
| Remplaçants :   |    |                       |     |      |
|                 | 18 | Daniel Wass           | 72e | 67e  |
|                 | 20 | Yussuf Poulsen        |     | 67e  |
|                 | 15 | Christian Nørgaard    |     | 67e  |
|                 | 2  | Joachim Andersen      |     | 79e  |
|                 | 24 | Mathias Jensen        |     | 88e  |
|                 | 19 | Jonas Wind            |     | 105e |
| Sélectionneur : |    |                       |     |      |
| Kasper Hjulmand |    |                       |     |      |

| Assistants : Hessel Steegstra Jan de Vries Quatrième arbitre : Ovidiu Hațegan Homme du match : Harry Kane |

### Finale

#### Italie - Angleterre
| Match 51                   | Italie                                                | 1 - 1 a. p.           | Angleterre                                | Stade de Wembley, Londres                                                           |                                                                                     |
| 11 juillet 2021 21h00 CEST | ( Verratti) Bonucci 67e                               | (0 - 1, 1 - 1, 1 - 1) | 2e Shaw (Trippier )                       | Spectateurs : 67 173 Arbitrage : Björn Kuipers Arbitre vidéo : Bastian Dankert (en) | Spectateurs : 67 173 Arbitrage : Björn Kuipers Arbitre vidéo : Bastian Dankert (en) |
| 11 juillet 2021 21h00 CEST | Rapport                                               |                       |                                           | Spectateurs : 67 173 Arbitrage : Björn Kuipers Arbitre vidéo : Bastian Dankert (en) | Spectateurs : 67 173 Arbitrage : Björn Kuipers Arbitre vidéo : Bastian Dankert (en) |
| 11 juillet 2021 21h00 CEST | Berardi · Belotti · Bonucci · Bernardeschi · Jorginho | Tirs au but 3 - 2     | Kane · Maguire · Rashford · Sancho · Saka | Spectateurs : 67 173 Arbitrage : Björn Kuipers Arbitre vidéo : Bastian Dankert (en) | Spectateurs : 67 173 Arbitrage : Björn Kuipers Arbitre vidéo : Bastian Dankert (en) |

| Italie | Angleterre |

| ITALIE :        |    |                       |       |       |
|                 |    |                       |       |       |
| Gardien de but  | 21 | Gianluigi Donnarumma  |       |       |
|                 | 13 | Emerson               |       | 118e  |
|                 | 3  | Giorgio Chiellini     | 90+6e |       |
|                 | 19 | Leonardo Bonucci      | 55e   |       |
|                 | 2  | Giovanni Di Lorenzo   |       |       |
|                 | 6  | Marco Verratti        |       | 96e   |
|                 | 8  | Jorginho              | 114e  |       |
|                 | 18 | Nicolò Barella        | 47e   | 54e   |
|                 | 10 | Lorenzo Insigne       | 84e   | 91e   |
|                 | 17 | Ciro Immobile         |       | 55e   |
|                 | 14 | Federico Chiesa       |       | 86e   |
| Remplaçants :   |    |                       |       |       |
|                 | 16 | Bryan Cristante       |       | 54e   |
|                 | 11 | Domenico Berardi      |       | 55e   |
|                 | 20 | Federico Bernardeschi |       | 86e   |
|                 | 9  | Andrea Belotti        |       | 90+1e |
|                 | 5  | Manuel Locatelli      |       | 96e   |
|                 | 24 | Alessandro Florenzi   |       | 118e  |
| Sélectionneur : |    |                       |       |       |
| Roberto Mancini |    |                       |       |       |

| ANGLETERRE :     |    |                  |      |      |      |
|                  |    |                  |      |      |      |
| Gardien de but   | 1  | Jordan Pickford  |      |      |      |
|                  | 6  | Harry Maguire    | 106e |      |      |
|                  | 5  | John Stones      |      |      |      |
|                  | 2  | Kyle Walker      |      | 120e |      |
|                  | 3  | Luke Shaw        |      |      |      |
|                  | 4  | Declan Rice      |      | 74e  |      |
|                  | 14 | Kalvin Phillips  |      |      |      |
|                  | 12 | Kieran Trippier  |      | 71e  |      |
|                  | 10 | Raheem Sterling  |      |      |      |
|                  | 19 | Mason Mount      |      | 99e  |      |
|                  | 9  | Harry Kane       |      |      |      |
| Remplaçants :    |    |                  |      |      |      |
|                  | 25 | Bukayo Saka      |      | 71e  |      |
|                  | 8  | Jordan Henderson |      | 74e  | 120e |
|                  | 7  | Jack Grealish    |      | 99e  |      |
|                  | 11 | Marcus Rashford  |      | 120e |      |
|                  | 17 | Jadon Sancho     |      | 120e |      |
| Sélectionneur :  |    |                  |      |      |      |
| Gareth Southgate |    |                  |      |      |      |

| Assistants : Sander van Roekel Erwin Zeinstra Quatrième arbitre : Carlos del Cerro Grande Homme du match : Leonardo Bonucci |

## Statistiques

### Temps de jeu
| Joueur                |          |          |          |          |          |          |          | TT       | But inscrit | Passe décisive | MJ       | MT       | Légende |
| --------------------- | -------- | -------- | -------- | -------- | -------- | -------- | -------- | -------- | ----------- | -------------- | -------- | -------- | --- |
| Gardiens              | Gardiens | Gardiens | Gardiens | Gardiens | Gardiens | Gardiens | Gardiens | Gardiens | Gardiens    | Gardiens       | Gardiens | Gardiens | Abréviations et symboles : TT : Total de minutes jouées MJ : Nombre de matchs joués MT : Matchs joués en tant que titulaire : but : passe décisive : joueur entré : joueur remplacé : capitaine : carton jaune : carton rouge |
| Aaron Ramsdale        |          |          |          |          |          |          |          | 0        |             |                |          |          | Abréviations et symboles : TT : Total de minutes jouées MJ : Nombre de matchs joués MT : Matchs joués en tant que titulaire : but : passe décisive : joueur entré : joueur remplacé : capitaine : carton jaune : carton rouge |
| Sam Johnstone         |          |          |          |          |          |          |          | 0        |             |                |          |          | Abréviations et symboles : TT : Total de minutes jouées MJ : Nombre de matchs joués MT : Matchs joués en tant que titulaire : but : passe décisive : joueur entré : joueur remplacé : capitaine : carton jaune : carton rouge |
| Jordan Pickford       | 90       | 90       | 90       | 90       | 90       | 120      | 120      | 690      |             |                | 7        | 7        | Abréviations et symboles : TT : Total de minutes jouées MJ : Nombre de matchs joués MT : Matchs joués en tant que titulaire : but : passe décisive : joueur entré : joueur remplacé : capitaine : carton jaune : carton rouge |
| Défenseurs            |          |          |          |          |          |          |          |          |             |                |          |          | Abréviations et symboles : TT : Total de minutes jouées MJ : Nombre de matchs joués MT : Matchs joués en tant que titulaire : but : passe décisive : joueur entré : joueur remplacé : capitaine : carton jaune : carton rouge |
| Ben Chilwell          |          |          |          |          |          |          |          | 0        |             |                |          |          | Abréviations et symboles : TT : Total de minutes jouées MJ : Nombre de matchs joués MT : Matchs joués en tant que titulaire : but : passe décisive : joueur entré : joueur remplacé : capitaine : carton jaune : carton rouge |
| Conor Coady           |          |          |          |          |          |          |          | 0        |             |                |          |          | Abréviations et symboles : TT : Total de minutes jouées MJ : Nombre de matchs joués MT : Matchs joués en tant que titulaire : but : passe décisive : joueur entré : joueur remplacé : capitaine : carton jaune : carton rouge |
| Reece James           |          | 90       |          |          |          |          |          | 90       |             |                | 1        | 1        | Abréviations et symboles : TT : Total de minutes jouées MJ : Nombre de matchs joués MT : Matchs joués en tant que titulaire : but : passe décisive : joueur entré : joueur remplacé : capitaine : carton jaune : carton rouge |
| Harry Maguire         |          |          | 90       | 90       | 90       | 120      | 120      | 510      | 1           |                | 5        | 5        | Abréviations et symboles : TT : Total de minutes jouées MJ : Nombre de matchs joués MT : Matchs joués en tant que titulaire : but : passe décisive : joueur entré : joueur remplacé : capitaine : carton jaune : carton rouge |
| Tyrone Mings          | 90       | 90       | 11       |          |          |          |          | 191      |             |                | 3        | 2        | Abréviations et symboles : TT : Total de minutes jouées MJ : Nombre de matchs joués MT : Matchs joués en tant que titulaire : but : passe décisive : joueur entré : joueur remplacé : capitaine : carton jaune : carton rouge |
| Luke Shaw             |          | 90       | 90       | 90       | 65       | 120      | 120      | 575      | 1           | 3              | 6        | 6        | Abréviations et symboles : TT : Total de minutes jouées MJ : Nombre de matchs joués MT : Matchs joués en tant que titulaire : but : passe décisive : joueur entré : joueur remplacé : capitaine : carton jaune : carton rouge |
| John Stones           | 90       | 90       | 79       | 90       | 90       | 120      | 120      | 679      |             |                | 7        | 7        | Abréviations et symboles : TT : Total de minutes jouées MJ : Nombre de matchs joués MT : Matchs joués en tant que titulaire : but : passe décisive : joueur entré : joueur remplacé : capitaine : carton jaune : carton rouge |
| Kieran Trippier       | 90       |          |          | 90       | 25       | 15       | 71       | 291      |             | 1              | 5        | 3        | Abréviations et symboles : TT : Total de minutes jouées MJ : Nombre de matchs joués MT : Matchs joués en tant que titulaire : but : passe décisive : joueur entré : joueur remplacé : capitaine : carton jaune : carton rouge |
| Kyle Walker           | 90       |          | 90       | 90       | 90       | 120      | 120      | 600      |             |                | 6        | 6        | Abréviations et symboles : TT : Total de minutes jouées MJ : Nombre de matchs joués MT : Matchs joués en tant que titulaire : but : passe décisive : joueur entré : joueur remplacé : capitaine : carton jaune : carton rouge |
| Ben White             |          |          |          |          |          |          |          | 0        |             |                |          |          | Abréviations et symboles : TT : Total de minutes jouées MJ : Nombre de matchs joués MT : Matchs joués en tant que titulaire : but : passe décisive : joueur entré : joueur remplacé : capitaine : carton jaune : carton rouge |
| Milieux               |          |          |          |          |          |          |          |          |             |                |          |          | Abréviations et symboles : TT : Total de minutes jouées MJ : Nombre de matchs joués MT : Matchs joués en tant que titulaire : but : passe décisive : joueur entré : joueur remplacé : capitaine : carton jaune : carton rouge |
| Jude Bellingham       | 8        |          | 22       |          | 25       |          |          | 55       |             |                | 3        |          | Abréviations et symboles : TT : Total de minutes jouées MJ : Nombre de matchs joués MT : Matchs joués en tant que titulaire : but : passe décisive : joueur entré : joueur remplacé : capitaine : carton jaune : carton rouge |
| Jordan Henderson      |          |          | 44       | 3        | 33       | 25       | 46       | 151      | 1           |                | 5        |          | Abréviations et symboles : TT : Total de minutes jouées MJ : Nombre de matchs joués MT : Matchs joués en tant que titulaire : but : passe décisive : joueur entré : joueur remplacé : capitaine : carton jaune : carton rouge |
| Mason Mount           | 90       | 90       |          |          | 90       | 95       | 99       | 464      |             | 1              | 5        | 5        | Abréviations et symboles : TT : Total de minutes jouées MJ : Nombre de matchs joués MT : Matchs joués en tant que titulaire : but : passe décisive : joueur entré : joueur remplacé : capitaine : carton jaune : carton rouge |
| Kalvin Phillips       | 90       | 90       | 90       | 90       | 65       | 120      | 120      | 665      |             | 1              | 7        | 7        | Abréviations et symboles : TT : Total de minutes jouées MJ : Nombre de matchs joués MT : Matchs joués en tant que titulaire : but : passe décisive : joueur entré : joueur remplacé : capitaine : carton jaune : carton rouge |
| Declan Rice           | 90       | 90       | 46       | 87       | 57       | 95       | 74       | 539      |             |                | 7        | 7        | Abréviations et symboles : TT : Total de minutes jouées MJ : Nombre de matchs joués MT : Matchs joués en tant que titulaire : but : passe décisive : joueur entré : joueur remplacé : capitaine : carton jaune : carton rouge |
| Attaquants            |          |          |          |          |          |          |          |          |             |                |          |          | Abréviations et symboles : TT : Total de minutes jouées MJ : Nombre de matchs joués MT : Matchs joués en tant que titulaire : but : passe décisive : joueur entré : joueur remplacé : capitaine : carton jaune : carton rouge |
| Dominic Calvert-Lewin | 1        |          |          |          | 17       |          |          | 18       |             |                | 2        |          | Abréviations et symboles : TT : Total de minutes jouées MJ : Nombre de matchs joués MT : Matchs joués en tant que titulaire : but : passe décisive : joueur entré : joueur remplacé : capitaine : carton jaune : carton rouge |
| Phil Foden            | 71       | 63       |          |          |          | 25       |          | 159      |             |                | 3        | 2        | Abréviations et symboles : TT : Total de minutes jouées MJ : Nombre de matchs joués MT : Matchs joués en tant que titulaire : but : passe décisive : joueur entré : joueur remplacé : capitaine : carton jaune : carton rouge |
| Jack Grealish         |          | 27       | 68       | 21       |          | 36       | 21       | 173      |             | 2              | 5        | 1        | Abréviations et symboles : TT : Total de minutes jouées MJ : Nombre de matchs joués MT : Matchs joués en tant que titulaire : but : passe décisive : joueur entré : joueur remplacé : capitaine : carton jaune : carton rouge |
| Harry Kane            | 82       | 74       | 90       | 90       | 73       | 120      | 120      | 649      | 4           |                | 7        | 7        | Abréviations et symboles : TT : Total de minutes jouées MJ : Nombre de matchs joués MT : Matchs joués en tant que titulaire : but : passe décisive : joueur entré : joueur remplacé : capitaine : carton jaune : carton rouge |
| Marcus Rashford       | 19       | 16       | 23       |          | 25       |          | 1        | 84       |             |                | 5        |          | Abréviations et symboles : TT : Total de minutes jouées MJ : Nombre de matchs joués MT : Matchs joués en tant que titulaire : but : passe décisive : joueur entré : joueur remplacé : capitaine : carton jaune : carton rouge |
| Bukayo Saka           |          |          | 84       | 69       |          | 69       | 49       | 271      |             |                | 4        | 3        | Abréviations et symboles : TT : Total de minutes jouées MJ : Nombre de matchs joués MT : Matchs joués en tant que titulaire : but : passe décisive : joueur entré : joueur remplacé : capitaine : carton jaune : carton rouge |
| Jadon Sancho          |          |          | 6        |          | 90       |          | 1        | 97       |             |                | 3        | 1        | Abréviations et symboles : TT : Total de minutes jouées MJ : Nombre de matchs joués MT : Matchs joués en tant que titulaire : but : passe décisive : joueur entré : joueur remplacé : capitaine : carton jaune : carton rouge |
| Raheem Sterling       | 90       | 90       | 67       | 90       | 65       | 120      | 120      | 642      | 3           | 1              | 7        | 7        | Abréviations et symboles : TT : Total de minutes jouées MJ : Nombre de matchs joués MT : Matchs joués en tant que titulaire : but : passe décisive : joueur entré : joueur remplacé : capitaine : carton jaune : carton rouge |

| Buts | Joueurs          | Adversaires                       |
| ---- | ---------------- | --------------------------------- |
| 4    | Harry Kane       | Allemagne, Ukraine (2x), Danemark |
| 2    | Raheem Sterling  | Croatie, Tchéquie                 |
| 1    | Harry Maguire    | Ukraine                           |
| 1    | Jordan Henderson | Ukraine                           |
| 1    | Luke Shaw        | Italie                            |

| Passes | Joueurs         | Adversaires             |
| ------ | --------------- | ----------------------- |
| 3      | Luke Shaw       | Allemagne, Ukraine (x2) |
| 2      | Jack Grealish   | Tchéquie, Allemagne     |
| 1      | Kalvin Phillips | Croatie                 |
| 1      | Raheem Sterling | Ukraine                 |
| 1      | Mason Mount     | Ukraine                 |
| 1      | Kieran Trippier | Italie                  |